# Spanische Badmintonmeisterschaft 2004
Die Spanische Badmintonmeisterschaft 2004 fand in La Coruña statt. Es war die 23. Austragung der nationalen Titelkämpfe von Spanien im Badminton.

## Titelträger
| Disziplin    | Sieger                        |
| ------------ | ----------------------------- |
| Herreneinzel | Arturo Ruiz López             |
| Dameneinzel  | Yoana Martínez                |
| Herrendoppel | Carlos Longo Rafael Fernández |
| Damendoppel  | Lucía Tavera Yoana Martínez   |
| Mixed        | Pablo Abián Patricia Pérez    |